# Dragan Dojčin
Dragan Dojčin (in serbo Дрaгaн Доjчин?; Zemun, 22 gennaio 1976) è un ex cestista e allenatore di pallacanestro serbo.

## Palmarès
- Campionato tedesco: 1

Alba Berlino: 2007-08
- Coppa di Slovenia: 1

Pivovarna Laško: 2004
- Coppa di Germania: 1

Alba Berlino: 2009
- Supercoppa tedesca: 1

Alba Berlino: 2008